# Thedgonia
Thedgonia B. Sutton – rodzaj grzybów z typu workowców.

## Systematyka i nazewnictwo
Pozycja w klasyfikacji według Index FungorumIncertae sedis, Helotiales, Leotiomycetidae, Leotiomycetes, Pezizomycotina, Ascomycota, Fungi.
Gatunki
- Thedgonia bellocensis (C. Massal. & Sacc.) U. Braun 1992
- Thedgonia dioscoreae (Deighton) U. Braun 1990
- Thedgonia ligustrina (Boerema) B. Sutton 1973
- Thedgonia lupini (Davis) U. Braun 1994
- Thedgonia pavoniae (Deighton) U. Braun 1990
- Thedgonia pulvinata R.F. Castañeda 1988

Nazwy naukowe na podstawie Index Fungorum.